# Trigona chanchamayoensis
Trigona chanchamayoensis är en biart som beskrevs av Schwarz 1948. Trigona chanchamayoensis ingår i släktet Trigona och familjen långtungebin. Inga underarter finns listade i Catalogue of Life.